# Уус-Мааильм
У́ус-Ма́аильм, также Уус Мааилм (эст. Uus Maailm — «Новый Свет») — микрорайон в районе Кесклинн города Таллина, столицы Эстонии. 

## География

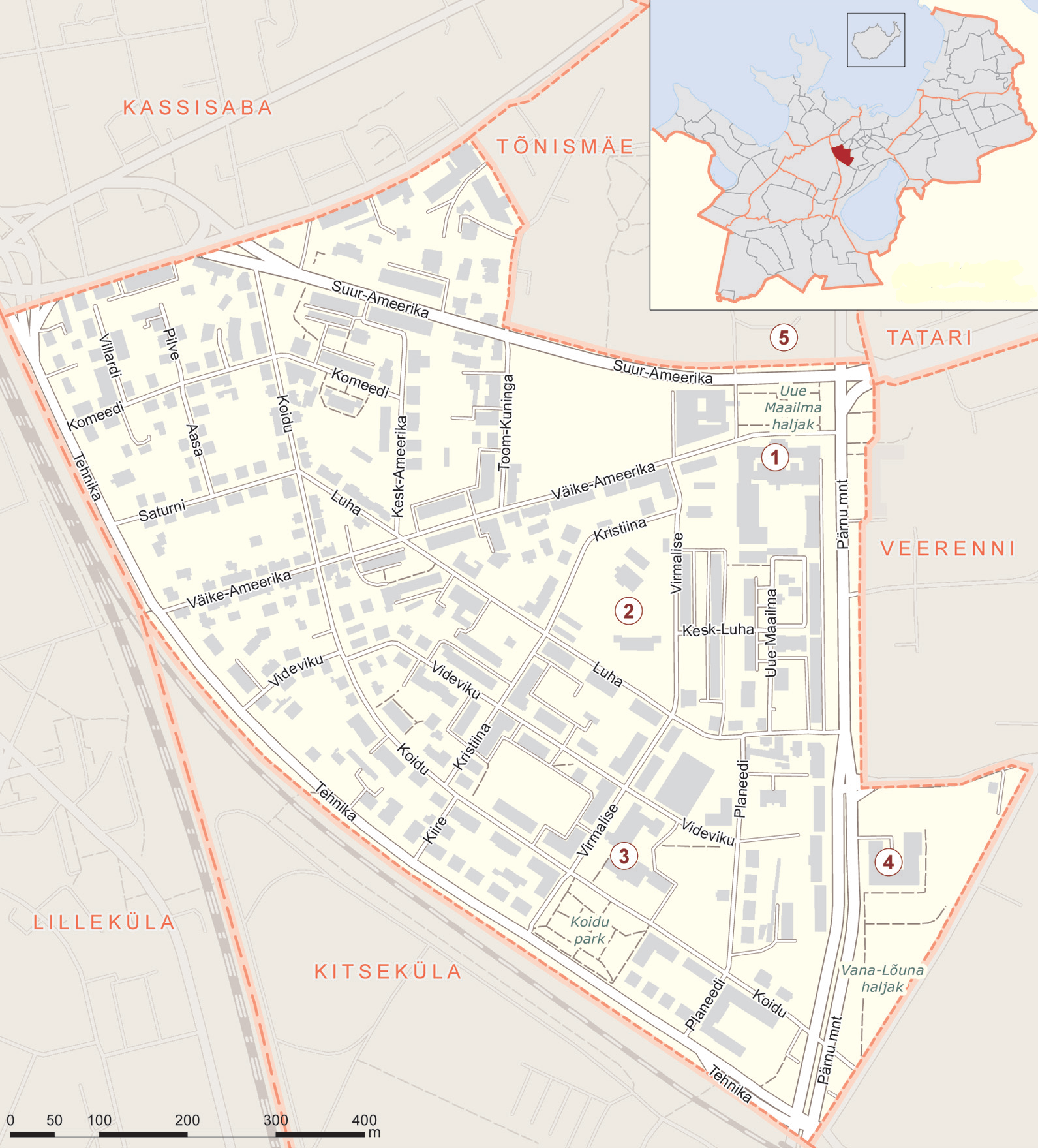
Карта микрорайона Уус-Мааильм

Расположен в центральной части Таллина. Граничит с микрорайонами Веэренни, Кассисаба, Китсекюла, Лиллекюла, Татари и Тынисмяэ. Площадь — 0,65 км². Плотность населения на 1 января 2023 года — 11343,1 чел/км².

## Улицы
По территории микрорайона пролегают улицы Ааса, Вана-Лыуна, Видевику, Вилларди, Винеэри, Вирмализе, Вяйке-Амеэрика, Кеск-Амеэрика, Кеск-Луха, Кийре, Койду, Комеэди, Кристийна, Луха, Лыкке, Пилве, Планеэди, Пярнуское шоссе, Сатурни, Суур-Амеэрика, Техника, Тоом-Кунинга, Ууэ-Мааильма, Эндла.

## Население
| Численность населения микрорайона Уус-Мааильм на 1 января по данным Регистра народонаселения | Численность населения микрорайона Уус-Мааильм на 1 января по данным Регистра народонаселения | Численность населения микрорайона Уус-Мааильм на 1 января по данным Регистра народонаселения | Численность населения микрорайона Уус-Мааильм на 1 января по данным Регистра народонаселения | Численность населения микрорайона Уус-Мааильм на 1 января по данным Регистра народонаселения | Численность населения микрорайона Уус-Мааильм на 1 января по данным Регистра народонаселения | Численность населения микрорайона Уус-Мааильм на 1 января по данным Регистра народонаселения |
| 2008                                                                                         | 2011                                                                                         | 2012                                                                                         | 2013                                                                                         | 2014                                                                                         | 2015                                                                                         | 2016                                                                                         |
| -------------------------------------------------------------------------------------------- | -------------------------------------------------------------------------------------------- | -------------------------------------------------------------------------------------------- | -------------------------------------------------------------------------------------------- | -------------------------------------------------------------------------------------------- | -------------------------------------------------------------------------------------------- | -------------------------------------------------------------------------------------------- |
| 6477                                                                                         | ↗6759                                                                                        | ↗6816                                                                                        | ↗6890                                                                                        | ↗7211                                                                                        | ↗7442                                                                                        | ↗7540                                                                                        |
| 2017                                                                                         | 2018                                                                                         | 2019                                                                                         | 2020                                                                                         | 2021                                                                                         | 2022                                                                                         | 2023                                                                                         |
| ↗7677                                                                                        | ↗7687                                                                                        | ↘7325                                                                                        | ↗7518                                                                                        | ↘7488                                                                                        | ↘7418                                                                                        | ↘7373                                                                                        |

## История
Застройка микрорайона более новая, чем в остальных микрорайонах района Кесклинна. Ранее сюда доходили луговые земли Кристийне, которые во второй половине XIX века выкупили несколько помещиков. Сеть улиц сеть здесь была создана в 1878 году, когда были поделены земли самого крупного местного землевладельца, старейшины Большой гильдии Адольфа Йоганна Рульковиуса (Adolf Johann Rulcovius).
Самые старые дома в микрорайоне построены вдоль Пярнуского шоссе. На углу Пярнуского шоссе, улиц Суур-Амеэрика и Ыллепруули находился трактир «America», ближайшие окрестности которого местный народ называл Новым Светом. Позже название распространилось и на весь район. Более масштабное жилищное строительство здесь началось во второй половине XIX века. Первые жители района были работниками Балтийской железной дороги, затем развитие промышленности увеличило спрос на жильё, и здесь также стали проживать фабричные рабочие, в частности, многие рабочие химического завода Ричарда Майера жили на нынешней улице Койду.
Строительная деятельность активизировалась после Первой мировой войны. В то время дома строились с гораздо лучшей планировкой по сравнению с домами начала века. Тогда же были построены улицы Пильве, Комеэди, Сатурни и Раудтеэ. Многие дома того периода были разрушены во время бомбардировки в марте 1944 года, и на их месте были построены новые каменные дома в сталинском стиле. 
В 1960-х годах деревянные дома у Пярнуского шоссе были снесены, а на их месте построены более высокие каменные дома. На участке между началом улиц Суур-Амеэрика и Вяйке-Амеэрика был построен Таллинский детский стадион (до войны там находилась крупнейшая обувная фабрика Эстонии). В 2019 году стадион закрыли, и в 2020 году было запланировано построить на его месте новое здание посольства США.
В советское время в микрорайоне находилась радиостанция, которая заглушала иностранные радиопередачи. Радиовещательная антенна этой радиостанции в народе называлась «Три сестры».

## Основные объекты
- Suur-Ameerika tn 1 — министерское здание, построенное на месте снесённого здания Министерства финансов (в советское время ― Государственный плановый комитет при Совете Министров Эстонской ССР), и в котором с 2017 года работают 5 министерств: Министерство финансов, Министерство экономики и коммуникаций, Министерство юстиции, Министерство социальных дел и часть Министерства образования и науки;
- Pärnu mnt 62 — Таллинская высшая техническая школа;
- Koidu tn 97 — Таллинская гуманитарная гимназия[эст.] (бывшая Таллинская 26-я школа);
- парк Койду.

## Общественный транспорт
В микрорайоне курсируют городские автобусы маршрутов № 5,18, 18А, 20, 20 А, 28, 32 и 36.

## Галерея

Микрорайон Уус-Мааильм
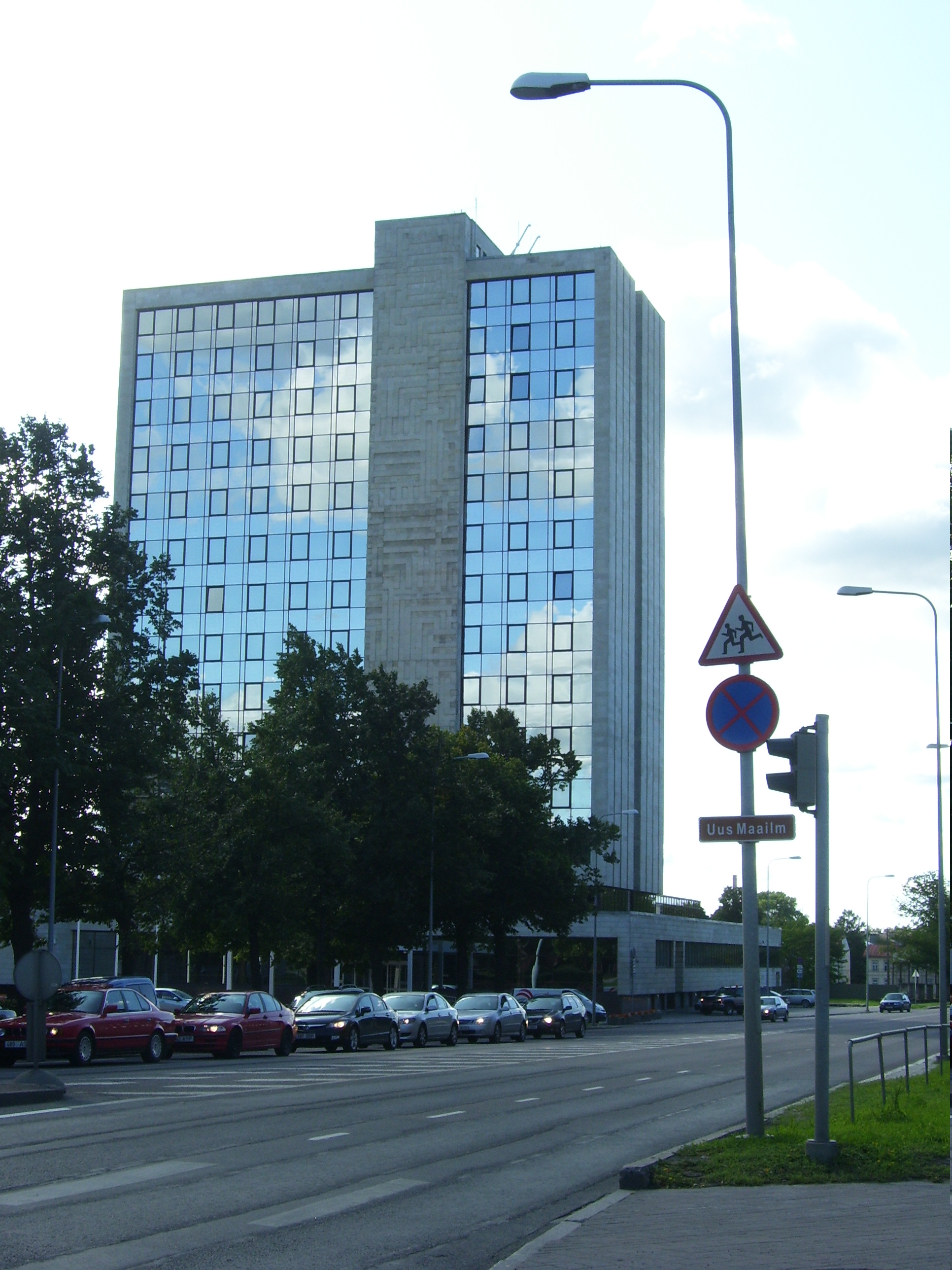
Бывшее здание Госплана ЭССР в 2009 году, ул. Суур-Амеэрика 1
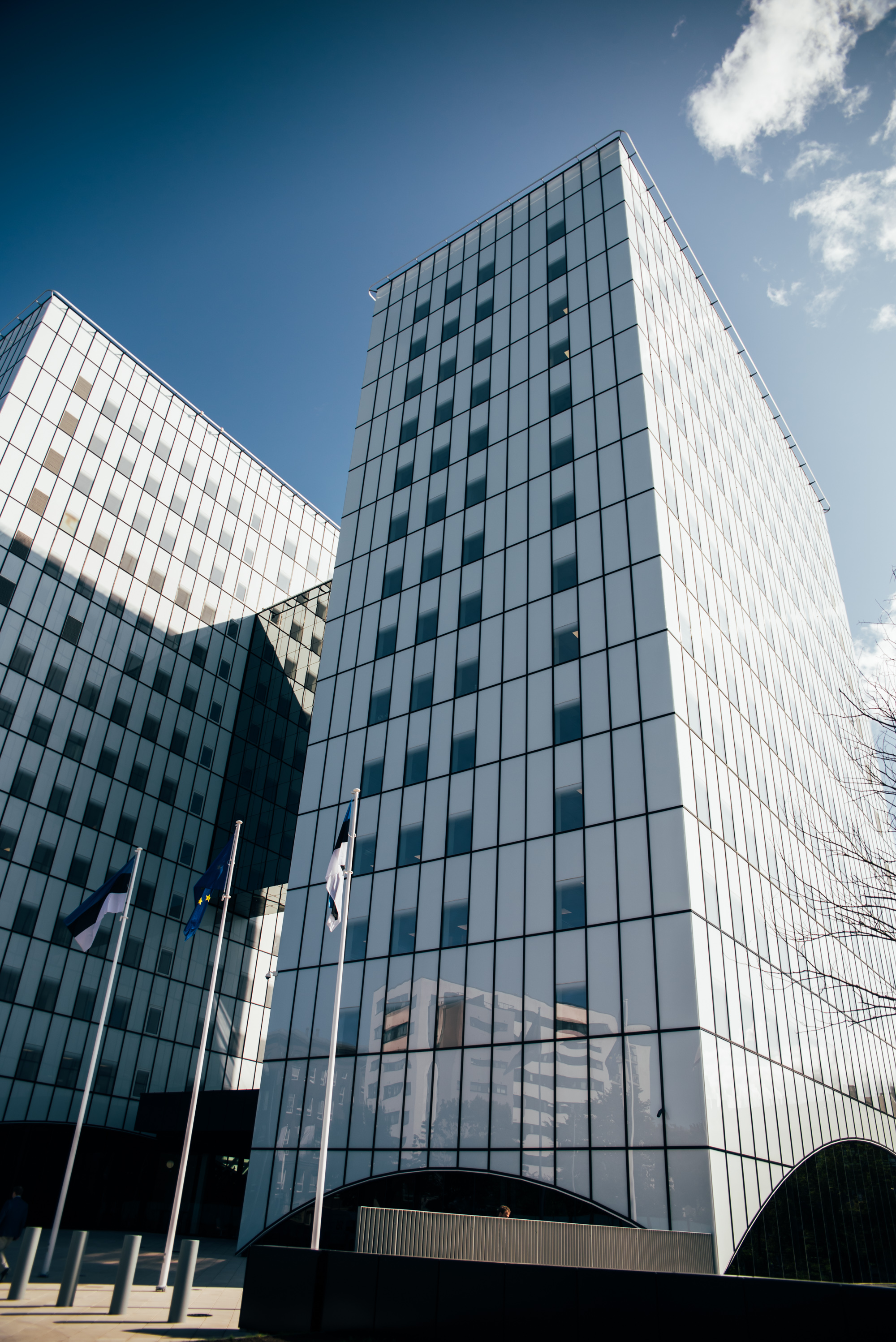
Министерское здание, ул. Суур-Амеэрика 1
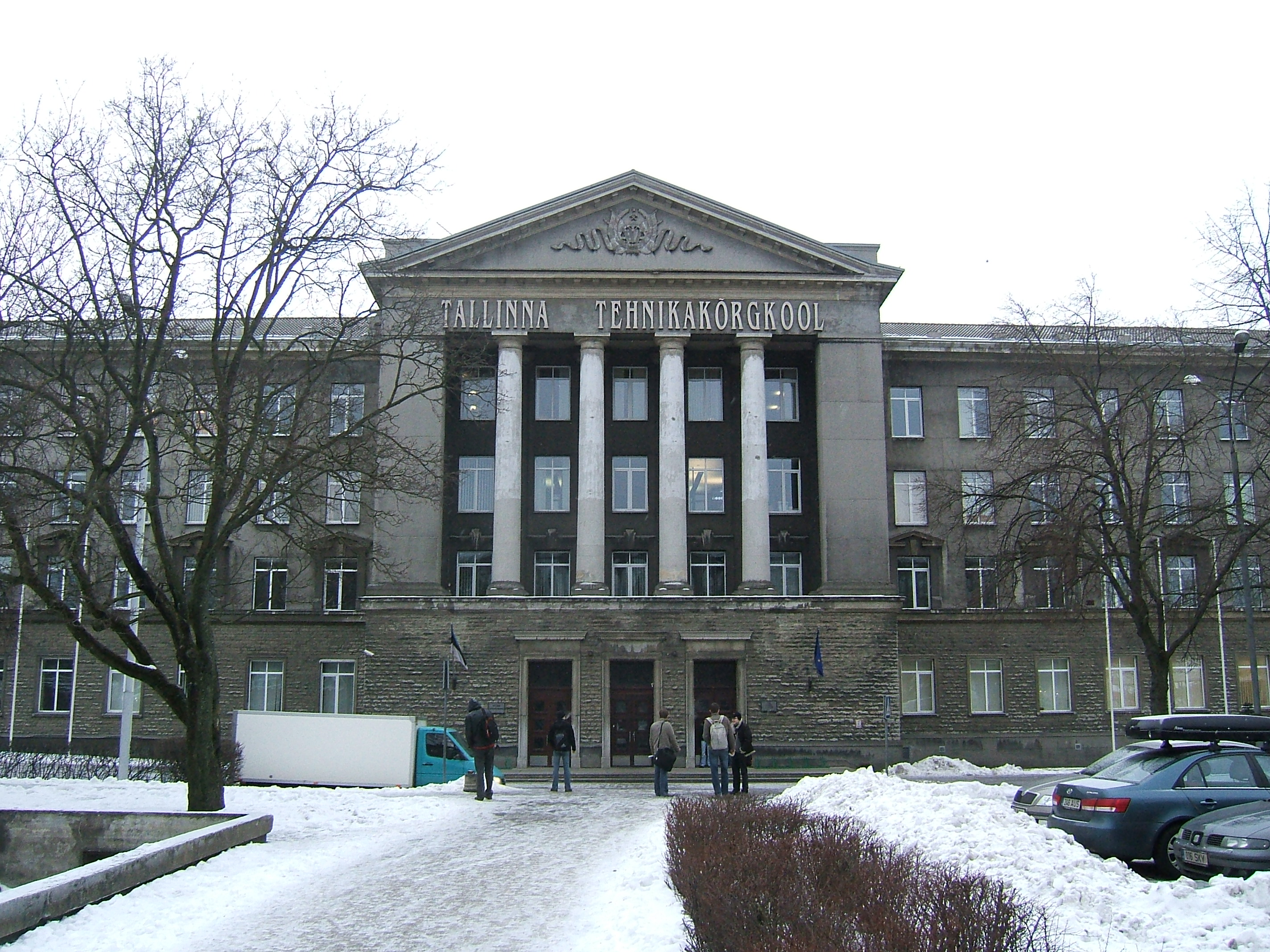
Таллинская высшая техническая школа, Пярнуское шоссе 62
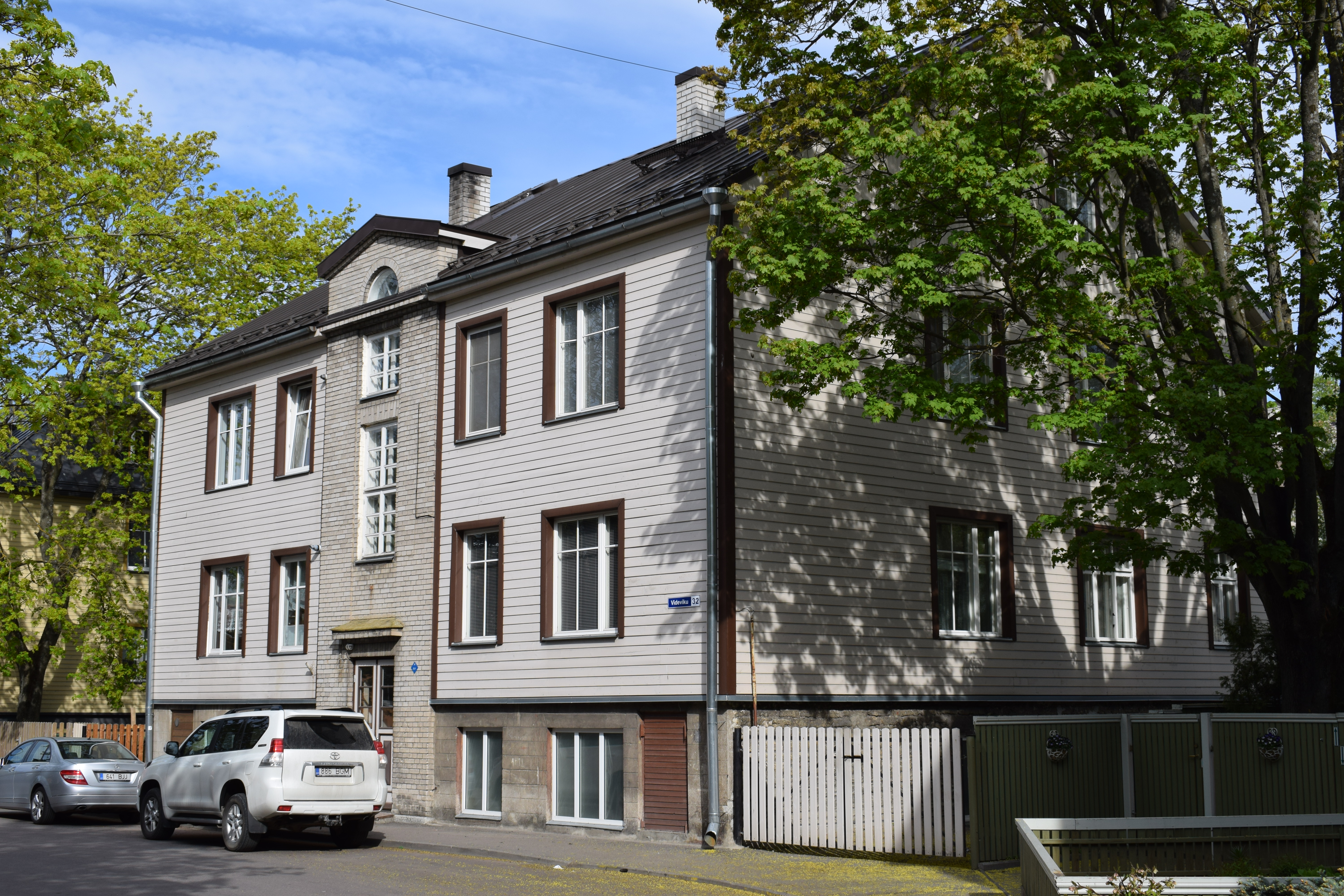
Жилой дом, ул. Видевику 32
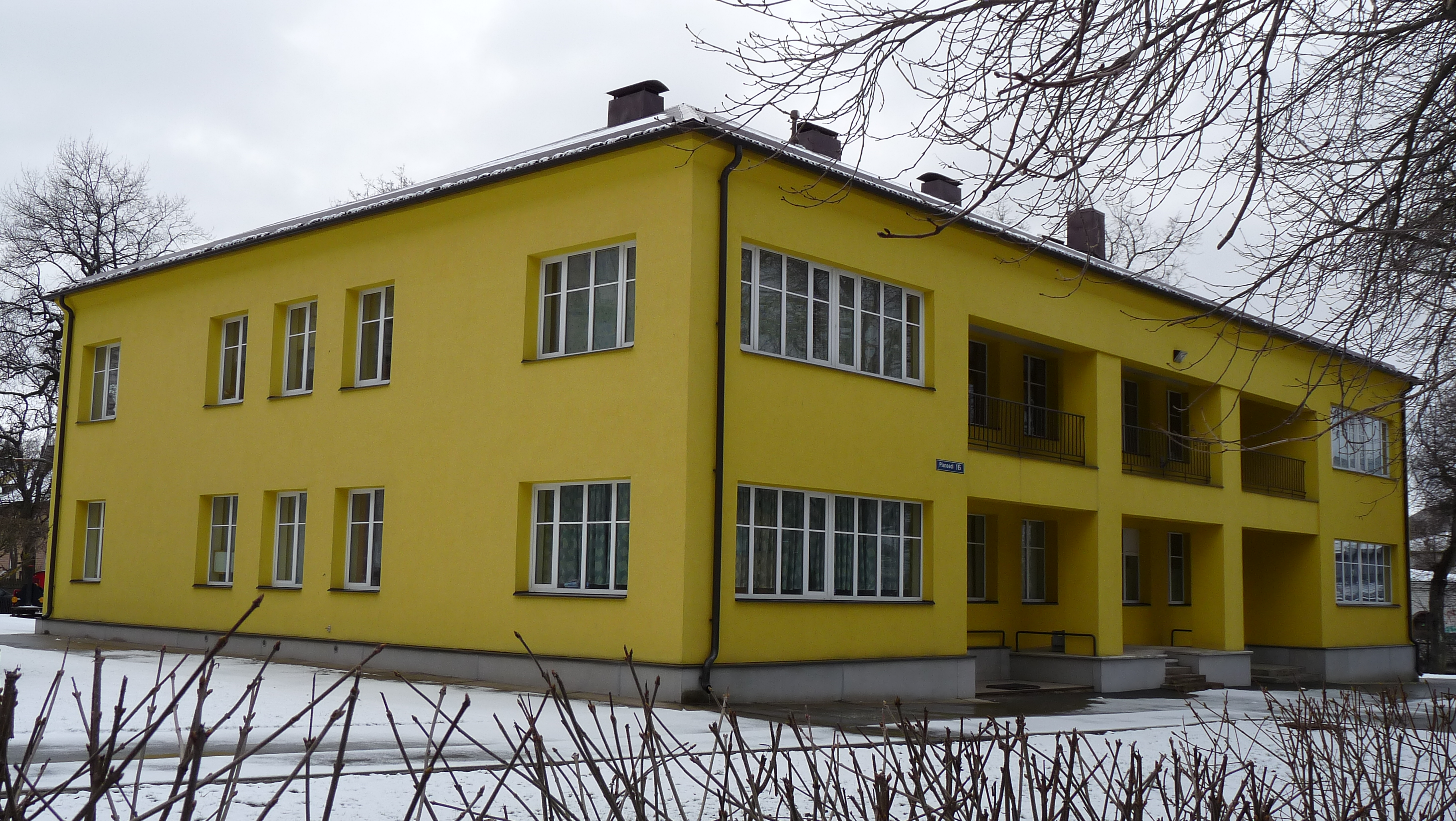
Детский сад, ул. Планеэди 16
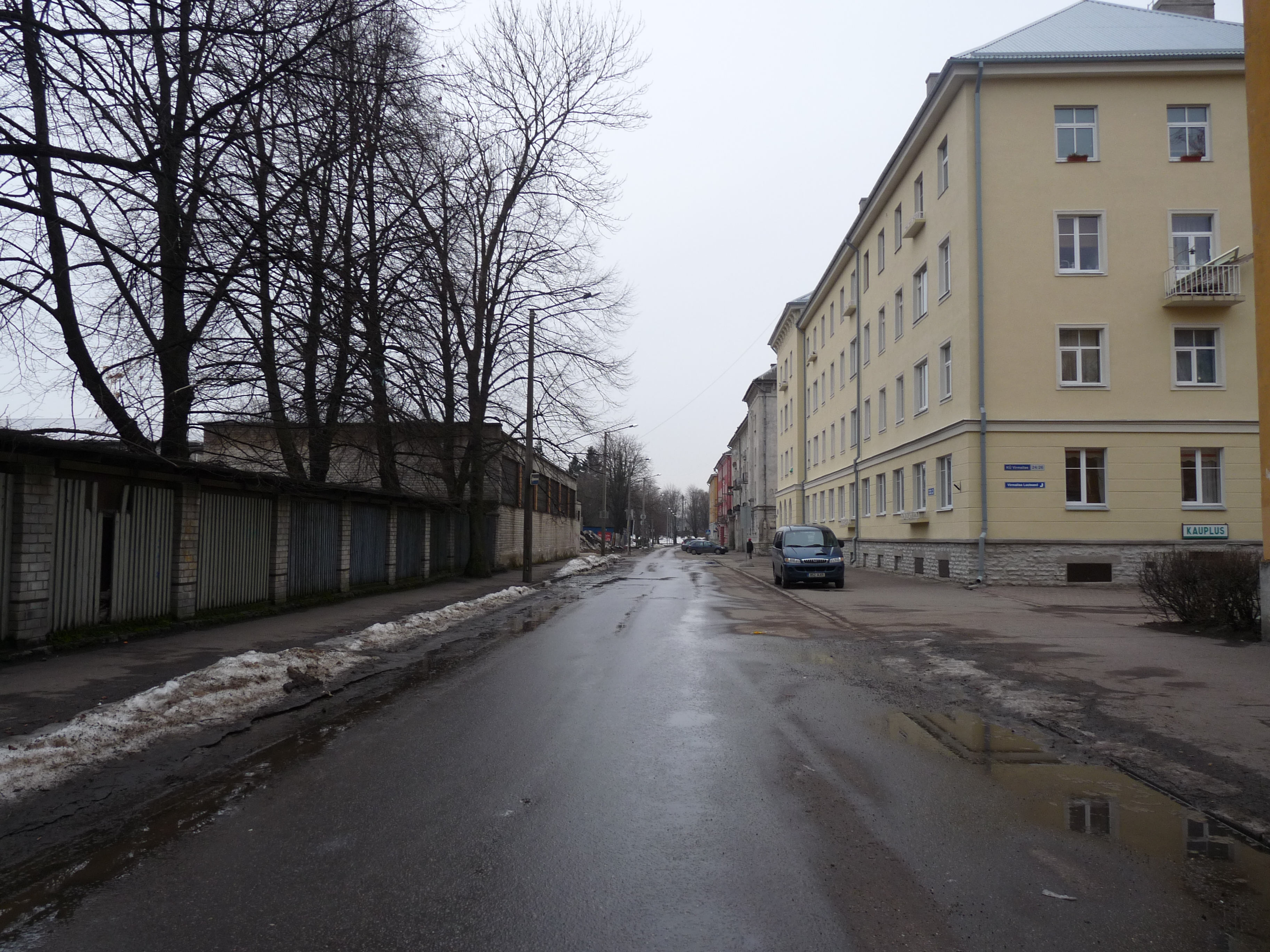
Улица Вирмализе
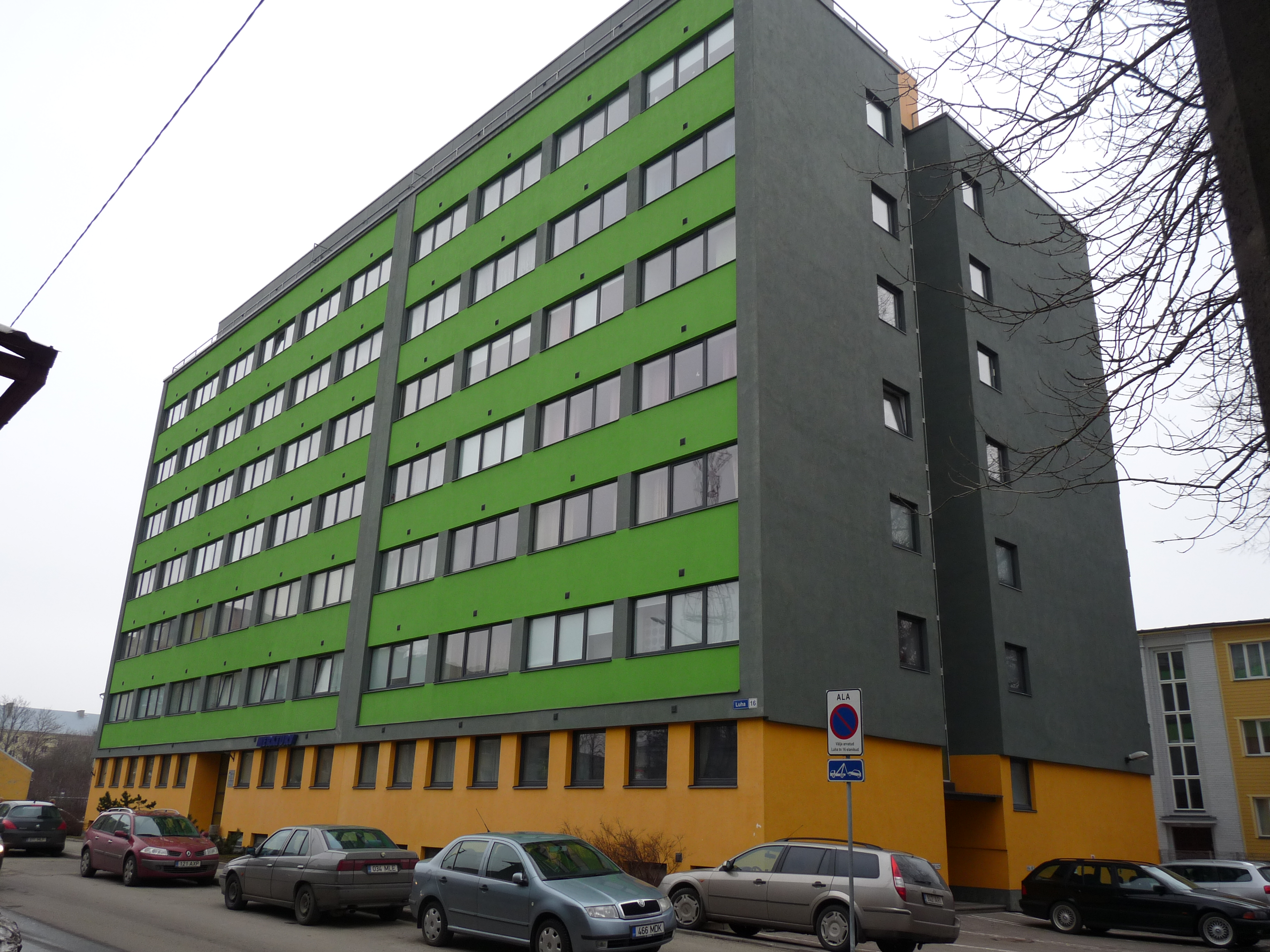
Жилой дом, ул. Луха 16
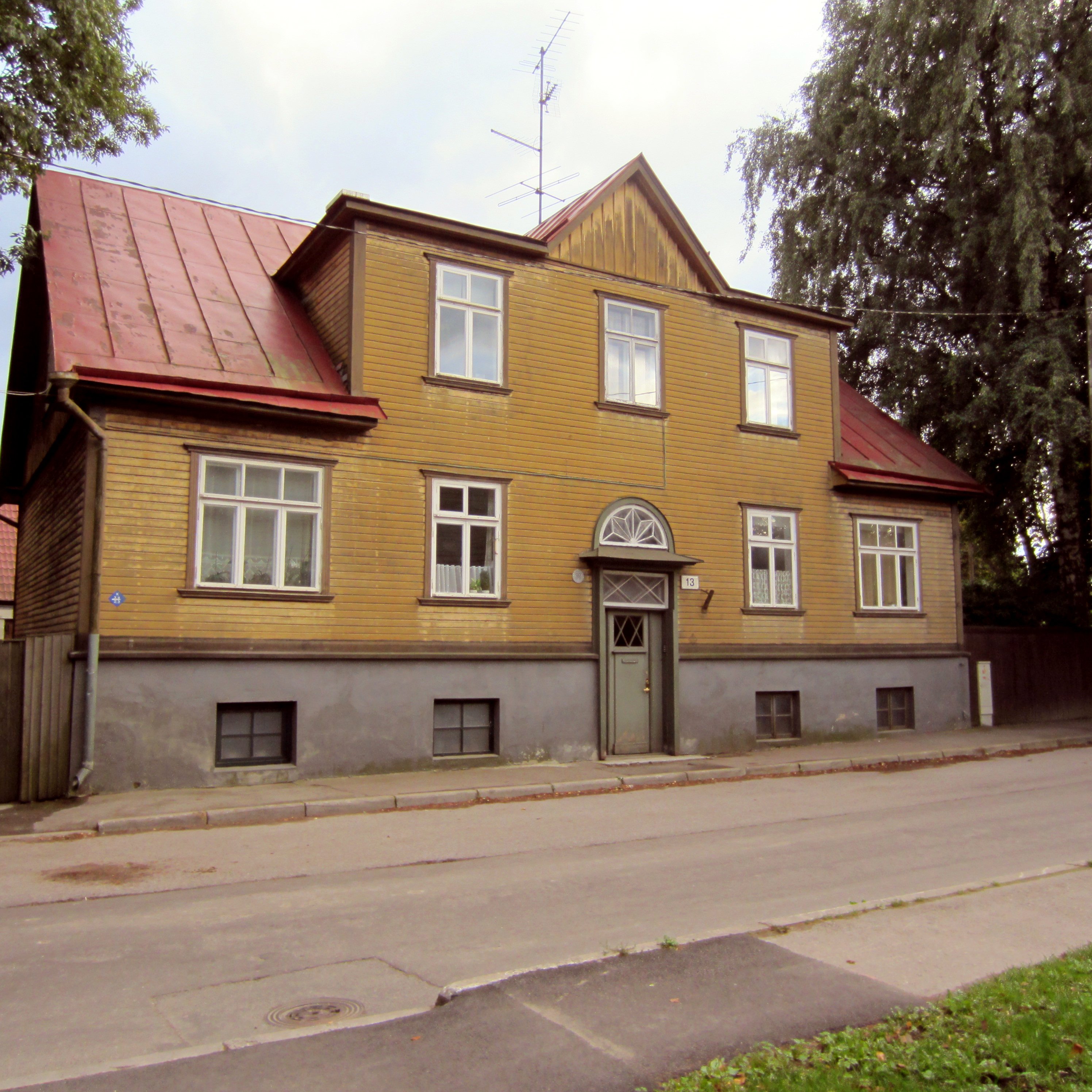
Жилой дом (памятник архитектуры), ул. Сатурни 13